# Yevhen Sotnikov
Yevhen Sotnikov –en ucraniano, Євген Сотников– (Zaporiyia, 20 de noviembre de 1980-6 de agosto de 2021) fue un deportista ucraniano que compitió en judo.
Ganó una medalla de bronce en el Campeonato Mundial de Judo de 2003 y dos medallas en el Campeonato Europeo de Judo, plata en 2006 y bronce en 2008.
En 2010 fue condenado a cadena perpetua por el asesinato de un joven con un tiro en la cabeza en 2009. Fue asesinado el 6 de agosto de 2021 en la prisión donde cumplía la condena, en territorio de la autoproclamada República Popular de Donetsk.

## Palmarés internacional
| Campeonato Mundial | Campeonato Mundial | Campeonato Mundial | Campeonato Mundial |
| Año                | Lugar              | Medalla            | Categoría          |
| ------------------ | ------------------ | ------------------ | ------------------ |
| 2003               | Osaka (Japón)      | Medalla de bronce  | +100 kg            |
| Campeonato Europeo |                    |                    |                    |
| Año                | Lugar              | Medalla            | Categoría          |
| 2006               | Novi Sad (Serbia)  | Medalla de plata   | Abierta            |
| 2008               | Lisboa (Portugal)  | Medalla de bronce  | +100 kg            |